# SKY PerfecTV!
SKY PerfectTV! est un service de télédiffusion par satellite, de radiodiffusion et de télévision interactive à la disposition des foyers japonais. Il est détenu par sa maison mère SKY Perfect JSAT Corporation.
SKY PerfecTV! e2 est également un service d'émission directe par satellite. Alors que SKY PerfectTV! utilise les normes d'émission par satellite DVB-S et DVB-S2 (SKY PerfectTV! Haute Définition), SKY PerfecTV! e2 utilise la norme ISDB-S
|                                      | SKY PerfecTV!                   | SKY PerfecTV! HD                | SKY PerfecTV! e2                |
| ------------------------------------ | ------------------------------- | ------------------------------- | ------------------------------- |
| Système                              | DVB-S                           | DVB-S2                          | ISDB-S                          |
| Station de radio                     | Oui                             | Non                             | Non                             |
| Canal de Télévision haute définition | Non                             | Oui (HD uniquement)             | Oui                             |
| Video                                | MPEG-2                          | H.264/MPEG-4 AVC                | MPEG-2                          |
| Son                                  | MPEG-1 Audio Layer II           | MPEG-4 AAC                      | MPEG-2 AAC                      |
| Cryptage                             | ?                               | ?                               | B-CAS                           |
| Contrôle de copie                    | Oui (Une seule copie autorisée) | Oui (Une seule copie autorisée) | Oui (Une seule copie autorisée) |
| Canal                                | 290                             | 15                              | 70 (8 canaux HD)                |
| Satellite                            | JCSAT-3A et JCSAT-4A            | JCSAT-3A et JCSAT-4A            | N-SAT-110                       |
| Mise en service                      | 30 septembre 1996               | 1er octobre 2008                | Mars 2002                       |